# Ocotea hartshorniana
Ocotea hartshorniana är en lagerväxtart som beskrevs av B.E. Hammel. Ocotea hartshorniana ingår i släktet Ocotea och familjen lagerväxter. Inga underarter finns listade i Catalogue of Life.